# Samoučinkovitost
Samoučinkovitost je psihološki konstrukt, ki predstavlja prepričanja posameznikov o njihovih lastnih sposobnostih izvajanja nadzora nad osebnim delovanjem, delovanjem v njihovi okolici in dogodki, ki vplivajo na njihovo življenje. Prepričanja v svojo lastno učinkovitost so temelj delovne organizacije. 

## Opredelitev samoučinkovitosti
Samoučinkovitost pomeni izvajanje kontrole tako nad lastno dejavnostjo, kot tudi regulacija lastnih  miselnih procesov, motivacije, afektivnih ter telesnih stanj. Posameznikova zaznava nadzora nad življenjskimi dogodki ima močne posledice pri njegovem vedenju. 
Tisti posamezniki, ki sebe zaznavajo kot visoko samoučinkovite, so nagnjeni k temu, da svoje neuspehe pripisujejo svojemu nezadostnemu trudu. Tisti, ki pa sebe zaznavajo nizko samoučinkovite, si razlagajo svoje neuspehe z lastnimi nizkimi sposobnosti.
V današnjem konkurenčnem svetu iščemo učinkovitejše pristope k motiviranju, izobraževanju in osebnemu ter poklicnemu razvoju zaposlenih. Razumevanje pojma samoučinkovitosti omogoča razumevanje in napovedovanje vedenja, zato se je izkazalo kot primerno izhodišče za delo z zaposlenimi v organizaciji in je eden od ključnih pojmov v kadrovski in organizacijski psihologiji. Samoučinkoviti posamezniki so uspešnejši pri svojem delu, znajo udejanjiti znanja in sposobnosti, ki jih imajo.
Samoučinkovitost je hkrati pomemben motivacijski konstrukt, saj vpliva na posameznikove emocionalne reakcije, njegovo spoprijemanje s stresom, na odločitve, cilje in trud, ki ga vlaga v dejavnost. Samoučinkoviti posamezniki so uspešnejši pri svojem delu, saj znajo udejanjiti svoja znanja in sposobnosti.

## Teoretično ozadje
Pojem samoučinkovitosti izhaja iz socialno kognitivne teorije avtorja Alberta Bandure, ki poudarja, da je posameznikova motivacija za določeno vedenje oz. usmerjenost k določenemu socialnemu objektu odvisna od pričakovanj o lastni učinkovitosti. Bandura samoučinkovitost pojmuje kot izvor različnih pričakovanj. Pri izbiri tega, ali bomo neko dejanje izvedli ali ne, ni pomembna samo privlačnost cilja in socialna sprejemljivost, ampak tudi prepričanje o dosegljivosti tega cilja. Prepričanja o lastni učinkovitosti vsebujejo zmožnost organizacije in izvedbo dejanj, potrebnih za obvladovanje pričakovanih situacij. Pričakovanja, ki izhajajo iz občutka samoučinkovitosti vključujejo tako pričakovanje učinkovitosti, kot pričakovanje izida. Nezaupanje v lastne sposobnosti glede nekega cilja lahko izniči še tako privlačen cilj. Prepričanja o samoučinkovitosti imajo na delovanje posameznika zelo velik vpliv, saj vzpostavljajo kontrolo tako nad njegovim mišljenjem, kot tudi čustvovanjem in aktivnostjo.
Samoučinkovitost je prepričanje v posameznikovo lastno zmožnost organiziranja in izvajanja določenih vedenj, ki so potrebna za uspešno spoprijemanje z dano situacijo. Gre za prepričanja o lastni zmožnosti mobiliziranja motivacije, kognitivnih virov in ustreznih postopkov akcij, potrebnih za spoprijemanje z danimi zahtevami situacije (Bandura 1997).

Bandura meni, da posameznik v svojem vedenju ni determiniran s strani prirojenih danosti, niti ne z okoljem. Izpostavlja pojem lastne učinkovitosti, ki povezuje sposobnost samoregulacija in drugih samodirektivnih mehanizmov, ki posamezniku omogočajo vzpostavljanje kontrole nad lastnim mišljenjem, čustvovanjem in aktivnostjo. Gre za prepričanja o lastni učinkovitosti, ki pomenijo občutenje osebne kompetentnosti pri določenem opravilu. Posameznik bo v tiste dejavnosti, kjer se čuti kompetentnega in učinkovitega vložil več napora in truda, kot v tista področja, kjer se ne čuti tako uspešnega in učinkovitega.
Prepričanja o lastni samoučinkovitosti vplivajo na izbiro aktivnosti – torej ali se bo posameznik spoprijel z določeno situacijo ali ne, na izbiro situacij – posamezniki se izogibajo situacijam, ki jih ocenijo kot preveč zahtevne, vključujejo pa se v aktivnosti, ko ocenijo, da bodo zmogli neko dejanje izpeljati do konca in truda, vloženega v aktivnost. 
Koncept samoučinkovitosti ima v psihologiji kopico podobnih sorodnih konstruktov, ki se prav tako povezujejo s posameznikovo sposobnostjo samoregulacije in samorefleksije. Ti konstrukti so samospoštovanje, pričakovanje, samopodoba, lokus kontrole idr. Pojem samoučinkovitosti je v primerjavi s temi pojmi bolj specifičen in boljši napovedovalec vedenja, vendar je tudi manj časovno stabilen.

## Dimenzije samoučinkovitosti
Pričakovanja lastne učinkovitosti se razlikujejo v obsegu, splošnosti in moči. 

##### Obseg
- Nanaša se na raven težavnosti naloge, za katero je posameznik prepričan, da jo lahko obvlada. Pričakovanja se lahko omejijo le na lažje naloge, lahko pa tudi na težje in celo najbolj zahtevne.

##### Splošnost
- Nanaša se na posplošenost prepričanja o učinkovitosti. Nekatere izkušnje dajo posamezniku omejena pričakovanja, druge pa bolj splošen občutek učinkovitosti.

##### Moč
- Nanaša se na sodbo o moči prepričanja. Glede na moč razlikujemo šibka in močna pričakovanja. Prva zaradi neugodnih izkušenj po navadi hitro ugasnejo, medtem ko močna pričakovanja posamezniku pomagajo pri tem, da vztraja pri neki dejavnosti kljub neugodnim izkušnjam oz. težavam.[5]